# Cardboard Cathedral

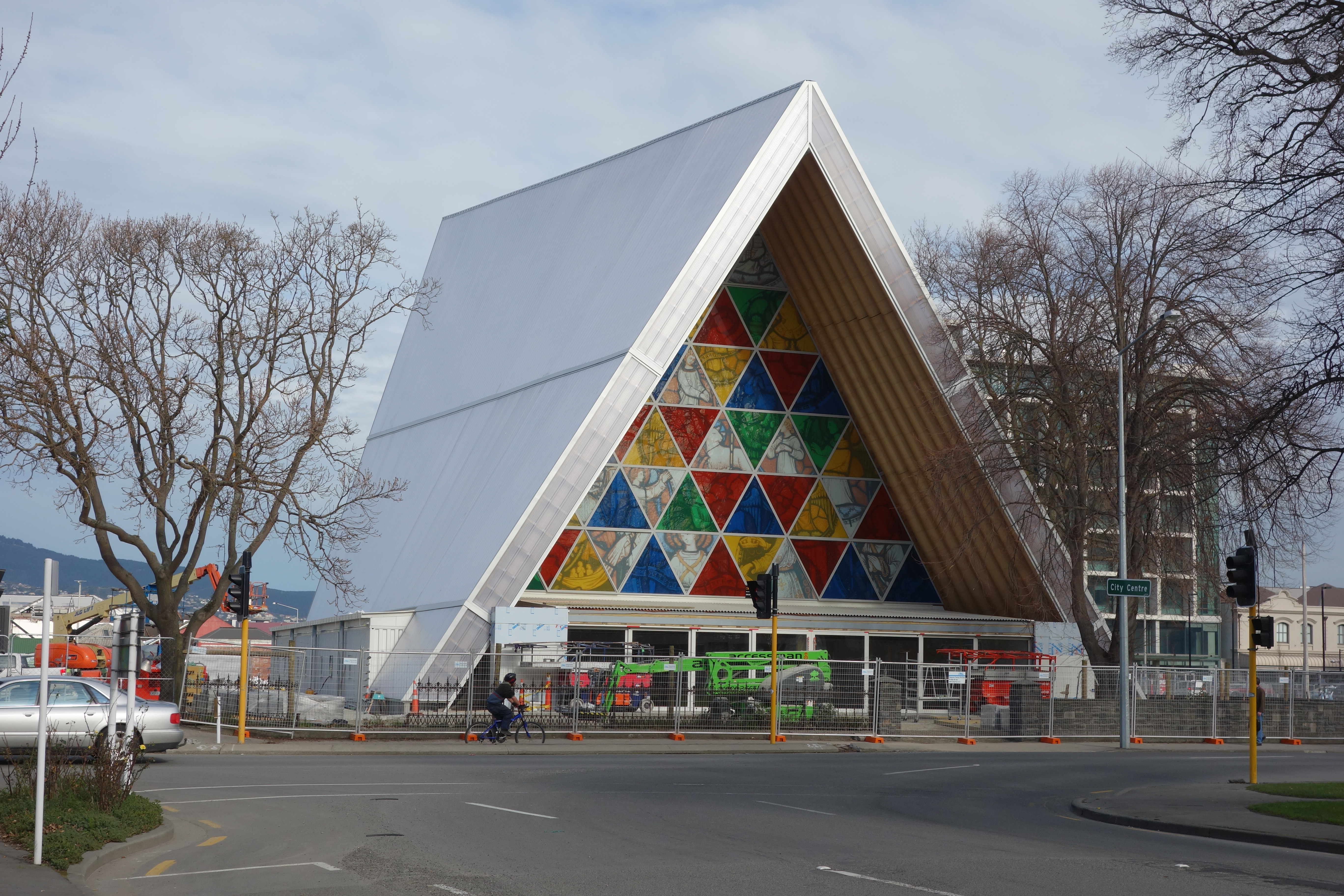
Cardboard Cathedral

Die Cardboard Cathedral (deutsch: Kartonage-Kathedrale, salopp in den Medien auch Papp-Kathedrale genannt) in Christchurch, Neuseeland ist eine provisorische anglikanische Kathedrale und ersetzt die ChristChurch Cathedral, die durch die Christchurch-Erdbeben vom Februar 2011 schwer beschädigt wurde. Sie ist die einzige Kathedrale der Welt, die teilweise aus Karton gebaut wurde. Das Gebäude wurde von dem Architekten Shigeru Ban entworfen.

## Geschichte
Als die ältere Kathedrale fast zerstört wurde, war sie 132 Jahre alt. Diese Kirche war für mehr als ein Jahrhundert das Wahrzeichen der Innenstadt gewesen. Seit seiner Fertigstellung war das Gebäude zwischen 1881 und 2010 bereits mehreren Erdbeben ausgesetzt. Bei den Erdbeben von 1881, 1888 und 1901 wurde die Turmspitze immer mehr beschädigt. Am 4. September 2010 wurde die Kathedrale erneut beschädigt, doch wurden Gottesdienste und reguläre Gemeindetätigkeiten wieder aufgenommen. Der ausschlaggebende Schaden an der Kathedrale wurde von den Erdbeben am 22. Februar 2011 – die 185 Personen in der Innenstadt töteten – verursacht. Nach diesen Erdbeben fiel die Turmspitze zu Boden. Es gab zwar keine Toten im Gebäude, jedoch wurde eine Person im Glockenturm verletzt und befreit. Die Kathedrale wurde daraufhin geschlossen. Aufgrund einiger Nachbeben wurde die Kirche noch stärker beschädigt, unter anderem wurde im Juni 2011 die Fensterrose der Kathedrale völlig zerstört. Das Gebäude wurde im November 2011 dekonsekriert, vier Monate bevor sein Abriss beschlossen wurde.

## Architektur der Cardboard Cathedral

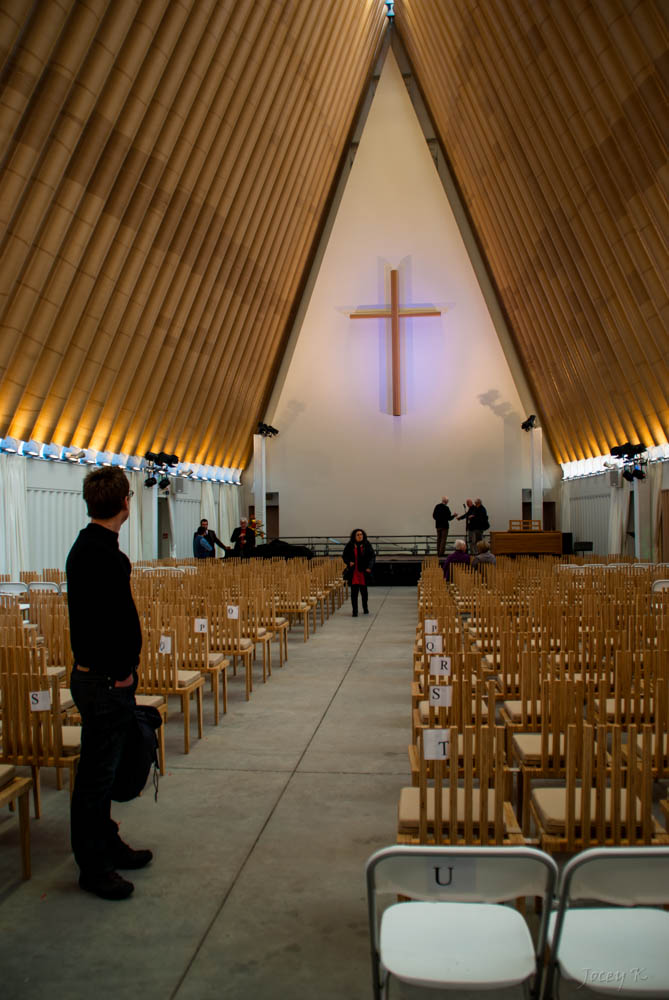
Das Innere der Cardboard Cathedral

Die Cardboard Cathedral wurde von dem japanischen Architekten Shigeru Ban entworfen. Ban ist bekannt für seine provisorischen Gebäude in Katastrophengebieten und die Benutzung von Karton, um diese Gebäude schnell und preiswert zu erstellen. Zu seinen früheren Projekten gehören der Kartonagendom in Kobe (nach dem Erdbeben im Jahr 1995) und Notunterkünfte in Afrika. Die Cardboard Cathedral in Christchurch war seine zweite Kirche.
Bei seiner Ankunft in Christchurch entwarfen Ban und seine Assistentin Yoshie Narimatsu zusammen mit der Warren and Mahoney das Gebäude kostenlos. Wie schon bei früheren Projekten verwendete Ban lokale Werkstoffe beim Bau der Kirche. Der Entwurf dieser Kathedrale wurde Ban zufolge von der Architektur der zerstörten Kathedrale inspiriert.
Die Cardboard Cathedral liegt in der Innenstadt von Christchurch, in der Nähe des Vorgängerbauwerks. Die Kirche ist ein A-Mast-Gebäude und 24 Meter hoch. Das Gebäude wurde aus 96 Kartonagenröhren konstruiert, aber die Struktur dieses Gebäudes besteht nicht vollständig aus Kartonagenröhren. Die Röhren bedecken große Holzbalken, die jeweils 498 Kilogramm wiegen. Kleinere solcher Röhren werden innerhalb der Kirche verwendet, etwa bei den Chorstühlen, einem Rednerpult, den Spendenbüchsen und einem Kerzenhalter. Die kleine Kapelle wird von kleineren Röhren umgeben. Ähnlich wie bei anderen provisorischen Gebäuden in Christchurch besteht der Unterbau der Kathedrale aus Containern. Die Fassade des Gebäudes ist aus Polykarbonat zusammengesetzt, um das Sonnenlicht auszunutzen. Die Kathedrale bietet Platz für 700 Personen und wird außerdem als Versammlungsort und Konzertsaal benutzt.
Im Dezember 2011 bat die anglikanische Diözese von Christchurch das Bürgermeisteramt um die Bereitstellung eines staatseigenen Standorts, um die provisorische Kathedrale für zehn Jahre zu errichten. Wegen der wirtschaftlichen Auswirkungen einer solchen Bereitstellung – einschließlich des Verlusts der Ausbaugelegenheiten und der Miete des Standorts – lehnte die Stadtverwaltung diese Bitte ab. Laut ihres Berichtes musste die Stadtverwaltung die Notwendigkeiten der ganzen Gemeinde von Christchurch bedenken.

## Bau
Bei Bauanfang betrug das Budget dieses Projektes 5,3 Millionen neuseeländische Dollar (3,4 Millionen Euro), doch wegen notwendiger Reparaturarbeiten nach einer Schlechtwetterperiode stieg der Kostenaufwand im Februar 2013 auf 5,9 Millionen neuseeländische Dollar (3,7 Millionen Euro). Das ursprüngliche Ziel war, den Bau der Cardboard Cathedral vor dem ersten Jahrestag des Februar-Erdbebens abzuschließen. Aus verschiedenen Gründen verzögerte sich der Bau bis August 2013 durch eine Gerichtsverhandlung, an der die anglikanische Diözese beteiligt war. Ein Richter des Obersten Gerichtshofs entschied, dass der Gebrauch einer Versicherungsauszahlung, um den Bau der Cardboard Cathedral zu finanzieren, illegal war. Daher begann die Diözese im November 2012 eine Spendenaktion.
Am 22. April 2012 wurde der Standort der Cardboard Cathedral in einer besonderen Zeremonie gesegnet. Der Bau begann am 24. Juli 2012, in der Erwartung, dass die Kirche im Dezember 2012 fertiggestellt und eröffnet würde. Doch es gab Verspätungen im Aufbau des Gebäudes, nämlich wegen eines starken Niederschlages im Juni 2013. Diese Schlechtwetterperiode weichte die Kartonageröhren auf, aber weil die Struktur aus Holz und Stahl konstruiert wurde, gab es keinen Gebäudeschaden. Am 2. August 2013 wurde die Cardboard Cathedral in einer Zeremonie im kleinen Kreis eröffnet. Später in dieser Woche konnte die Öffentlichkeit die Kathedrale besuchen.

## Reaktionen der Öffentlichkeit
Nach dem Erdbeben im Februar 2011 erzählte der Dekan von Christchurch, Peter Beck, den Medien, dass die ältere Kathedrale „ein Symbol des Geistes der Menschen [von Christchurch]“ war. Er sagte „in den letzten zwei Tagen ist dieser Geist vom Schicksal gebeutelt worden'“. Im März 2012, inmitten der Trauer der Einwohner von Christchurch über die Zerstörung ihrer Kathedrale, kündigte die anglikanische Bischöfin Victoria Matthews an, dass die beschädigte Kathedrale abgerissen und ein neues Gebäude gebaut würde. Diese Entscheidung rief in der Bevölkerung viel Kritik hervor.
Zu Beginn war der Bau der Cardboard Cathedral umstritten, man nahm an, dass eine solche provisorische Kathedrale ästhetisch minderwertig sein würde. Ian Brackenbury Channell – auch bekannt als der Hexenmeister von Neuseeland – verriss den Entwurf der Cardboard Cathedral als „Kitsch“. Inzwischen ist die Kirche zu einer großen Touristenattraktion in Christchurch geworden. Die Cardboard Cathedral hat nicht nur die Aufmerksamkeit der neuseeländischen Öffentlichkeit erregt, sondern auch die der weltweiten Medien. Laut Ban war die Reaktion der Öffentlichkeit „überraschend groß“.

## Die Zukunft des Gebäudes
Das Gebäude soll ungefähr 50 Jahre lang benutzt werden. Wenn eine neue Kathedrale gebaut wird, soll die Cardboard Cathedral das Ersatzgebäude der Johanneskirche werden.